# Compagnie industrielle de travaux
La Compagnie industrielle de travaux (CITRA) était une société française de construction, créée en 1949, par constitution en société anonyme du département travaux publics de Schneider et Cie.

## Historique

### Résumé
A la fin du 19e siècle et au début du 20e, en plus de ses activités traditionnelles liées à la sidérurgie et à l’armement, Schneider et Cie se tourna vers la réalisation de ponts et charpentes. Le succès obtenu engendra la création d’une Direction des Travaux Publics (DTP). Celle-ci diversifia ses activités vers des réalisations de grande ampleur : constructions portuaires, grands projets de chemins de fer, usines « clés en main », barrages, …
La Compagnie Industrielle de Travaux (CITRA) fut constituée en 1949 en société anonyme au capital de 750 millions de francs à partir de la Direction Travaux Publics (DTP). Charles Schneider souhaitait réorganiser le capital de ses entreprises et profiter pleinement d'un marché de travaux publics riche d'opportunités au lendemain de la Seconde Guerre mondiale. Il en assura la présidence jusqu'à son décès en 1960.
À la veille de sa fusion-absorption par Spie Batignolles en 1972, la CITRA organisait un groupe de travaux publics puissant et performant. L'entreprise, spécialisée à l'origine dans la construction portuaire et de ponts en France et dans ses colonies, diversifia considérablement ses activités: réalisation d'ouvrages d'hydroélectricité, infrastructures routières, promotion immobilière, équipements urbains, en maîtrisant toute la chaîne du béton grâce à une politique constante d'innovation technique. Elle s'est aussi tournée vers la réalisation d'ouvrages à l'étranger.

### Réalisations
De 1945 à 1951, la CITRA continua son activité traditionnelle dans le cadre de la Reconstruction. Elle a reconstruit les équipements du port du Havre détruits par les bombardements. Elle se heurta en 1951 à un rétrécissement du marché national dû au ralentissement de l'activité et concentra ses efforts sur la recherche de marchés nouveaux à l'étranger. Elle construisit notamment des installations hydroélectriques en Australie, des aménagements portuaires en Indonésie. Elle put installer des agences permanentes en Thaïlande, en Amérique du Sud et dans les Antilles et profita de la découverte de gisements en Nouvelle-Calédonie. Elle resta active en Afrique, malgré la décolonisation. Elle obtint des contrats de constructions de barrages imposants en Turquie, au Pakistan et en Éthiopie; mais le contrat éthiopien se révéla financièrement désastreux.
La compagnie se diversifia vers des secteurs nouveaux sur le marché français, et participa à de prestigieux chantiers, comme les barrages de Serre-Ponçon et du Mont-Cenis, le pont de Tancarville, les tunnels sous le Mont-Blanc et sous le Vieux Port de Marseille. Elle intervint dans le montage d'usines et de raffineries (Berre et Ambès) et développa une activité de génie civil des centrales nucléaires, notamment celles de Marcoule et du Bugey. Elle construisit des ouvrages d'art pour les autoroutes.

### Techniques
Il y a eu à l'intérieur de la CITRA une politique consciente de l'innovation. Les ingénieurs provenaient pour la plupart d'écoles supérieures. Le taux élevé d'encadrement de 1 ingénieur et cadre pour 21 employés, la compétence des chefs de chantier et l'engagement personnel des dirigeants permirent à l'entreprise de percer sur de nombreux marchés. Le bureau d'études était au cœur du processus d'innovation, il mettait au point les solutions techniques innovantes en fonction des contraintes rencontrées sur les chantiers. En outre, la CITRA industrialisa ses techniques, en mécanisant les travaux de terrassement, en utilisant du béton précontraint et en développant la technique des ponts poussés pour la construction des grands ouvrages d'art.
Parmi les ingénieurs, on note l’apport de Paul Galabru, le père de Michel Galabru, qui fut Directeur des Travaux jusqu’en 1960.

### Déclin et fin
La Compagnie vécut pour la croissance maximale de son volume d'affaires traitées. Les dirigeants cherchaient davantage l'évolution du chiffre d'affaires et du carnet de commandes que celle de la rentabilité. La croissance s'accompagna par l'acquisition de plusieurs entreprises, comme la C.E.E.M. (construction électrique), la Société Paul Ferré (montage d'usines), EEC (Entreprises Électriques du Centre, travaux électriques), SGCI (Société Générales des Constructions Industrialisées, bâtiment), … Dans les années 1960, alors que les contrats à l'exportation se tendaient en raison de la concurrence de plus en plus vive, CITRA connut une accélération des commandes destinées au programme d'équipement routier de l'hexagone. Entre 1963 et 1966, le chiffre d'affaires doubla, et les difficultés pour financer ce surcroît d'activités commencèrent. La Compagnie commença à se restructurer. Les résultats financiers se dégradèrent, alors que la maison-mère, Schneider, elle aussi confrontée à des vicissitudes, passait sous le contrôle du groupe Empain.
En 1970, la situation financière du groupe CITRA se dégrada brutalement. René Berthon, président de Spie Batignolles, filiale travaux publics du groupe Empain, fut nommé également président de la CITRA. Il réduisit l'activité pour l'ajuster aux ressources financières, élimina les activités les moins rentables et organisa la fusion-absorption avec Spie Batignolles en 1972.
Spie-Batignolles sut alors conjuguer sa rigueur financière et l’apport des compétences de la CITRA, et connut une réussite significative dans les années 1970 et 1980.

## Quelques réalisations, souvent en association avec d’autres entreprises
- Brise-lames du port de Tanjung Priok à Jakarta (Indonésie).
- Barrage de Djorf Torba, en Algérie.
- Pont d'Aquitaine

- Tunnel du Mont-Blanc[5]
- Barrage de Bourg-lès-Valence[6]
- Barrage de Serre-Ponçon[7]
- Barrage du Mont-Cenis[8]
- Barrage de Jatiluhur (Indonésie)[9]
- Pont de Verberie sur l'Oise (autoroute A1)[10]
- Pont de Tancarville

## Liens
- structurae
- structurae
- structurae
- archiwebture.citechaillot
- Notices d'autorité :   - VIAF